# Operclipygus curtistrius
Operclipygus curtistrius (лат.) — вид мелких жуков-карапузиков из подсемейства Histerinae, (Exosternini). Южная Америка (Бразилия).

## Описание
Длина 1,93 мм, ширина 1,56 мм. Цвет красновато-коричневый. От близких видов отличается следующими признаками: четвёртая дорсальная полоса завершена; задние концы простернальных килевидных полос объединены; передняя половина эпистома выпуклая; латеральная субмаргинальная пронотальная полоса полная. Вид был впервые описан в 2013 году энтомологами Майклом Катерино (Michael S. Caterino) и Алексеем Тищечкиным (Santa Barbara Museum of Natural History, Санта-Барбара, США). Вид O. curtistrius был отнесён к группе видов Operclipygus hospes, близок к видам Operclipygus subterraneus и Operclipygus novateutoniae.